# Sant Julià del Llor i Bonmatí
Sant Julià del Llor i Bonmatí (em catalão e oficialmente) ou San Julián del Llor y Bonmatí (em castelhano) é um município da Espanha na comarca de Selva, província de Girona, comunidade autónoma da Catalunha. Tem 9,8 km² de área e em 2021 tinha 1 314 habitantes (densidade: 134,1 hab./km²).

## Demografia
| Variação demográfica do município entre 1991 e 2004[carece de fontes?] | Variação demográfica do município entre 1991 e 2004[carece de fontes?] | Variação demográfica do município entre 1991 e 2004[carece de fontes?] | Variação demográfica do município entre 1991 e 2004[carece de fontes?] |
| ---------------------------------------------------------------------- | ---------------------------------------------------------------------- | ---------------------------------------------------------------------- | ---------------------------------------------------------------------- |
| 1991                                                                   | 1996                                                                   | 2001                                                                   | 2004                                                                   |
| 887                                                                    | 914                                                                    | 989                                                                    | 991                                                                    |